# Coelidia puerpera
Coelidia puerpera är en insektsart som beskrevs av Costa 1834. Coelidia puerpera ingår i släktet Coelidia och familjen dvärgstritar. Inga underarter finns listade i Catalogue of Life.